# Коломійчук Богдан Вікторович
Богдан Вікторович Коломійчук (народився 19 лютого 1984 року неподалік Острога) — український письменник, автор історико-авантюрних, історичних та детективних романів. Володар гран-прі конкурсу «Коронація слова 2013» в номінації "Роман ". З початку повномасштабного російського вторгнення перебуває в лавах ЗСУ, старший сержант медичної служби. 

## Біографія
Народився 1984 року. 2006 року закінчив фізичний факультет Львівського національного університету імені Івана Франка..
2013 року видав дебютний історико-авантюрний роман «Людвисар. Ігри вельмож», що отримав Гран-прі конкурсу «Коронація слова 2013». 2014 року світ побачила збірка детективних оповідань «Таємниця Єви». 2015 року у видавництві «Фоліо» вийшли одразу дві книжки — «В'язниця душ» та «Небо над Віднем» (серія «Ретророман»), 2016-го — «Візит доктора Фройда». У 2017 році у видавництві «Фоліо» було видано продовження роману «Людвисар. Ігри вельмож» — «Король болю».
2018 року у «Видавництві Старого Лева» вийшла книжка «Моцарт із Лемберга», присвячена синові Вольфганга Амадея Моцарта, Францу Ксаверу.

## Книжки
- «Людвисар. Ігри вельмож» («Фоліо», 2013). Сюжет роману розвивається у Львові на тлі історичних подій у XVI столітті одразу після підписання Люблінської унії.[6]
- «Таємниця Єви» («Фоліо», 2014) — збірка авантюрних та детективних оповідань, події в яких відбуваються переважно на початку ХХ століття. Тут і блискуче розслідування львівського комісара Вістовича, і легенда замку графа Шенборна, і, звичайно ж, нова спроба розгадати таємницю жіночого світу.
- «В'язниця душ» («Фоліо», 2015)
- «Небо над Віднем» («Фоліо», 2015)
- «Візит доктора Фройда» («Фоліо», 2016)
- «Король болю» («Фоліо», 2017)
- «Моцарт із Лемберга» («Видавництво Старого Лева», 2018)[7] — роман, дія якого відбувається у першій половині XIX століття у Відні, Галичині та Баварії. Головний герой — молодший син геніального композитора Вольфганга Амадея Моцарта, Франц Ксавер. Попри успадкований талант, Франц не досяг батькової слави, але життя його було сповнене пристрасті, інтриг та пригод. А доля — тісно пов'язана зі Львовом, тодішнім Лембергом.
- «Готель „Велика Пруссія“» («Видавництво Старого Лева», 2019) — детективний роман[8].
- «Експрес до Ґаліції» («Видавництво Старого Лева», 2020) — детективний роман[9].
- «300 миль на схід»(«Видавництво Старого Лева», 2021) — історично-кримінальний роман.[10]

Перевидання:;
- «Людвисар. Ігри вельмож» («ЛітМайданчик», «Електрокнига», 2018)
- «Король болю» («ЛітМайданчик», «Електрокнига», 2018);
- «Лемберг» («Фоліо», 2018) — у збірку увійшли детективні романи «В'язниця душ», «Небо над Віднем» та  «Візит доктора Фройда»;
- «Експрес до Ґаліції» («Видавництво Старого Лева», 2021).